# Östliga kindpåsråttor
Östliga kindpåsråttor (Geomys) är ett släkte av däggdjur som ingår i familjen kindpåsråttor.

## Utseende
Dessa kindpåsråttor når en kroppslängd (huvud och bål) av 13 till 24 cm och en svanslängd av 5 till 13 cm. De blir 300 till 450 g tunga. Arterna har en svart till ljusbrun päls på ovansidan som är på buken ljusare. Framfötterna är kraftiga och utrustade med klor för att gräva i jorden.
Typiskt är små ögon och två skåror i de övre framtänderna.

## Utbredning och ekologi
Östliga kindpåsråttor förekommer från sydöstra USA till centrala Mexiko. De vistas nästan alltid i sina underjordiska bon som byggs i öppna landskap med några glest fördelade träd och buskar. Tunnlarna i boet kan vara 30 meter långa och ligger cirka 10 till 20 cm under markytan (ibland 100 cm). I boet finns minst en kammare som fodras med växtdelar.  Arterna håller ingen vinterdvala.
Födan utgörs av rötter och rotfrukter samt några gröna växtdelar. Vätskebehovet tillfredsställs nästan helt med födan.
Utanför parningstiden lever varje individ ensam. Fortplantningen sker oftast mellan mars och maj eller lite senare. Det är inte helt utrett hur länge dräktigheten varar, uppgifterna varierar mellan 18 och 52 dagar. Vanligen föds 3 eller 4 ungar per kull men antalet kan variera mellan 1 och 8. I vissa regioner kan honan ha två kullar per år. Ungarna föds blinda och de öppnar ögonen efter ungefär tre veckor. En eller två veckor senare slutar honan med digivning. Könsmognaden infaller efter fyra till sex månader. Med människans vård kan individerna leva sju år.

## Östliga kindpåsråttor och människor
Dessa gnagare betraktas ibland som skadedjur på potatis och andra rotfrukter men de hjälper även vid skapandet av en frodig jordmån. Arterna hotas mer eller mindre av landskapsförändringar. IUCN listar Geomys tropicalis som har ett litet utbredningsområde i östra Mexiko som akut hotad (CR) och Geomys arenarius som nära hotad (NT). Övriga arter klassificeras som livskraftig (LC).

## Systematik
Arter enligt Catalogue of Life:
- Geomys arenarius
- Geomys attwateri
- Geomys breviceps
- Geomys bursarius
- Geomys knoxjonesi
- Geomys personatus
- Geomys pinetis
- Geomys texensis
- Geomys tropicalis